# Auricole
Le auricole, in botanica, sono espansioni che partono dalla base della lamina fogliare, intorno alla guaina.
In anatomia, invece, le auricole sono prolungamenti cavi degli atri del cuore.
Possono essere, a livello botanico:
- assenti, quando non sono visibili;
- rudimentali, quando si avvolgono parzialmente intorno alla guaina;
- amplessicauli o falciformi, quando circondano completamente la guaina.